# Leste Maranhense
Leste Maranhense is een van de vijf mesoregio's van de Braziliaanse deelstaat Maranhão. Zij grenst aan de Atlantische Oceaan in het noordoosten, de deelstaat Piauí in het oosten en zuidoosten en de mesoregio's Sul Maranhense in het zuidwesten, Centro Maranhense in het westen en Norte Maranhense in het noordwesten en noorden. De mesoregio heeft een oppervlakte van ca. 70.606 km². Midden 2004 werd het inwoneraantal geschat op 1.223.239.
Zes microregio's behoren tot deze mesoregio:
- Baixo Parnaíba Maranhense
- Caxias
- Chapadas do Alto Itapecuru
- Chapadinha
- Codó
- Coelho Neto

Mesoregio's: Centro Maranhense · Leste Maranhense · Norte Maranhense · Oeste Maranhense · Sul Maranhense

Microregio's: Aglomeração Urbana de São Luís · Alto Mearim e Grajaú · Baixada Maranhense · Baixo Parnaíba Maranhense · Caxias · Chapadas das Mangabeiras · Chapadas do Alto Itapecuru · Chapadinha · Codó · Coelho Neto · Gerais de Balsas · Gurupi · Imperatriz · Itapecuru Mirim · Lençóis Maranhenses · Litoral Ocidental Maranhense · Médio Mearim · Pindaré · Porto Franco · Presidente Dutra · Rosário